# Tina Frausin
Tina Frausin, född 17 november 1966 i Stockholm, är en svensk konstnär. 
Frausin är bland annat utbildad vid Det Kongelige Akademi på Bornholm. Hon har arbetat i flera olika material, däribland keramik, glas, trä och metall, men i dag mest med ull och textila tekniker. I de offentliga gestaltningarna blandas ofta flera olika material, ljus, metall och trä. Även om inte verken är gjorda av textil, lånar de uttryck från textila tekniker. Hennes offentliga gestaltningar och konst finns representerade runt om i hela Sverige. Inspirationen kommer från naturen, textila traditioner och tekniker. 2021 startade hon Kinnekulle Tuftakademi.
Frausin har fått ett stort antal stipendier, bland annat från Konstnärsnämnden, Sveriges bildkonstnärsfond, International Artists’ Studio Program in Sweden (IASPIS), Helge Ax:son Johnssons stiftelse och från Scottish Arts Council.

## Kinnekulle Tuftakademi
Frausin är initiativtagare till föreningen Kinnekulle Tuftakademi på Kinnekulle. Föreningen är tänkt att fungera som en kompetensbank för konst, textil och hantverksintresserade och finns till för att främja kunskap om tuftning. Målet är att vara ett nav för tuftning och textilkonst i en levande landsbygd. Föreningens medlemmar planerar gemensamt verksamheten runt aktiviteter, utbildningar, seminarier och studiecirklar.

## Offentliga gestaltningar
- Hamnhusen, Norra Älvstranden Utveckling AB.(2008)
- Korallrevet, Uddevalla sjukhus centralreception. (2009)
- Your 15 minutes of fame [6]. Backa Teater, Göteborg. (2012)
- Rabbit proof fence II. Broderat staket Bruksgatan, Göteborg. (2013)
- Hem ljuva hem. Broderat staket Göteborg. KF-fastigheter. (2013)
- Landskap, Lövåsgården äldreboende, Katrineholms kommun. (2013)
- Underlandet, väntrum för barn på Skövde sjukhus. (2016)
- Glowing Homes[7] i Sveaparken, Katrineholm. (2016)
- Knypplade kaniner, staket till förskola i Bureå. (2017)
- Virkad bro [8]. Fisksätra, Nacka (2017)
- Helenas hus, skulpturgrupp med vatten, Götene torg. (2017)
- Det var en gång en kyss från skogen, förskola i Ljungby. (2019)
- Den hemliga trädgården, förskola i Falun (2020)
- Flätad frukt, konst till tak, Region Sörmland (2020)
- Ljusskulptur till terrass, Sala Nya Sjukhus i Sala (2021-22)

## Inköpt konst (oﬀentliga miljöer)
- Danderyds sjukhus, sandgjutet glas (2007)
- Quilters Guild headquarters, York UK, sandgjutet lapptäcke (2007)
- Primärvården, Åmål, tuftade reliefer (2008)
- Syncentralen, Göteborg, tuftade reliefer (2011)
- Barn och ungdomsrehab. Lundby, Göteborg, tuftade reliefer (2012)
- Statens konstråd. Kriminalvården i Härnösand, stickad metall (2012)
- Statens konstråd. Skattemyndigheten i Sundsvall, tuftad relief (2012)
- Landstinget Värmland. Rättspsykiatrin Kristinehamn, tuftade reliefer (2012)
- Ängelholms kommun. Biblioteket, tuftad skulptur (2014)
- Västfastigheter. Närhälsan unga vuxna i Göteborg, tuftade reliefer (2016)
- Laholms kommun. Förskola, skulptur (2019)
- Vetlanda kommun. Stensåkra förskola, tuftade reliefer. (2020)
- Norrköpings konstmuseum, tuftad relief (2020)
- Region Östergötland, tuftade reliefer (2020)

## Separatutställningar
- Glas och Lera Galleri Glas Ett, Hässelby, Stockholm. (2003)
- En resa I glas Piteå konsthall, Piteå. (2004)
- Helgjutet Galleri Unikt Glas, Göteborg. (2005)
- Glas, 125 kvadrat, Stockholm. (2005)
- Månadens konstnär Kalmar konstmuseum. (2005)
- Lustfyllda landskap Mimershus konsthall, Kungälv. (2006)
- The Wandering The Glassery Stockholm. (2007)
- Konsten att bara vara Galleri Lerverk, Göteborg. (2007)
- Installationer, glas och textil Skellefteå Konsthall. (2009)
- Glas & textil Konstnärshuset Kungsbacka. (2010)
- Glas & textil Vara bibliotek. (2010)
- Stickade metallskulpturer Mölnlycke kulturhus. (2012)
- Textil och glas Galleri Koch, Stenungsunds kulturhus. (2012)
- Stickade hus och broderade staket Nääs konsthantverk. (2013)
- Textila uttryck Galleri Moment Ängelholm. (2014)
- Broderat staket, Gislaveds konsthall. (2015)
- Skogen[9], Galleri Sintra, Göteborg. (2016)
- Stickade hus, Pannrummet, Konstepidemin Göteborg. (2016)
- Oﬀentliga gestaltningar, Skissernas rum Galleri KC Väst. (2017)
- Stickat, virkat och broderat, Vara bibliotek. (2019)
- Stickat, virkat och broderat, Stadshusgalleriet i Laholm. (2019)